# Aleksandr Domogarov
Aleksandr Joerjevitsj Domogarov (Russisch: Александр Юрьевич Домогаров) (Moskou, 12 juli 1963), is een Russische acteur en televisiepresentator.

## Biografie
Aleksandr Domogarov werd geboren te Moskou, in het toenmalige Sovjet-Unie en is de zoon van acteur Joeri Lvovitsj Domogarov. In zijn jeugd studeerde hij muziek en in 1984 studeerde hij af van de Schepkin Theater School. Van 1984 tot 1985 was hij werkzaam in het Malytheater te Moskou en daarna was acteur aan het Centrale AkademischeTheater van het Sovjetleger (sinds 1993 het Centrale Akademische Theater van het Russische leger). Sinds 1995 was hij acteur bij het Mossovjet Staatstheater, waar hij onder meer de rol van Marat op zich nam in Mijn arme Marat, Cyrano in Cyrano de Bergerac, Dr. Jekyll and Mr. Hyde in het muzikale stuk The Strange Case of Dr Jekyll and Mr Hyde. Daarnaast nam hij ook nog deel aan vele andere producties.
Domogarov verwierf bekendheid in Rusland in 1992, in de film Gardemariny III van Svetlana Droezjinina, waarin hij de rol van Pavel Gorin vervulde. Zij doorbraak te Rusland was vooral in de televisieserie Grafinja de Monsoro (1997), gebaseerd op het werk La Dame de Monsoreau van  Alexandre Dumas, waarin Domogarov de rol van de charismatische graaf Bussy D'Ambois op zich nam.
In 2020 speelde Domogarov de hoofdrol in de première van  Richard III, gedirigeerd door Nina Tsjoesova. Voorts acteerde Domogarov in meer dan twintig films en televisieseries in Rusland en in  Europa.

## Filmografie
- 1984: Inheritance, door Georgy Natanson.
- 1992: Gardemariny III, door Svetlana Droezjinina, rol van Pavel Gorin.
- 1997: Grafinya de Monsoro, gebaseerd op het werk van Alexandre Dumas, rol van graaf Bussy D'Ambois, TV.
- 1999: Ogniem i mieczem, door Jerzy Hoffman, rol van Bohun.
- 2000-2007: Marsj Toeretskogo, TV.
- 2000-2007: Banditski Peterboerg, TV.
- 2001: The Diver, door Eric Gustavson.
- 2003-2008: Crime Wave, TV.
- 2011: The Battle of Warsaw 1920, door Jerzy Hoffman.
- 2012-2015: Krov ot krovy, TV.

## Onderscheidingen
- 1997 - Tsjajka-prijs voor beste acteur 1996-1997 voor zijn rol in het in het stuk van Georges Duroy Bel Ami.
- 2000 - Geëerd Kunstenaar van de Russische Federatie
- 2007 - Volksartiest van de Russische Federatie

- Bibliothèque nationale de France: cb16131483n (data)
- Gemeinsame Normdatei: 1048667677
- International Standard Name Identifier: 0000 0001 1447 7756
- Library of Congress Control Number: n2005045405
- Nationale Bibliotheek van Letland: 000259376
- MusicBrainz: 4ac36b89-0cbe-4151-9d21-0d93c6ed8293
- Nationale Bibliotheek van Tsjechië: xx0158654
- Nationale Bibliotheek van Israël: 987007329818305171
- Système universitaire de documentation: 144580942
- Virtual International Authority File: 73262259
- WorldCat: E39PBJgxvkXBtDjdqVBd3bQ8YP